# Островский 100-й пехотный полк
100-й пехотный Островский полк — пехотная воинская часть Русской императорской армии.
Полковой праздник — 29 июня.
Старшинство — с 13 июня 1806 года.

## Формирование и кампании полка

### 24-й егерский полк
Полк сформирован 13 июня 1806 г. полковником Властовым, в составе трёх батальонов, под названием 24-го егерского полка.
24-й егерский полк принимал участие в войне с Францией в 1806—1807 гг., шведской войне 1808—1809 гг., отражении вторжении Наполеона и Заграничных походах 1813—1814 гг.
28 января 1833 г., при переформировании русской армии, 24-й егерский полк был присоединён к Ладожскому пехотному полку и составил его 3, 4 и 6-й резервный батальоны. Эти батальоны во время Крымской войны принимали участие в Севастопольской обороне.

### Островский полк
6 апреля 1863 г. из 4-го резервного батальона и бессрочно-отпускных Ладожского полка был сформирован двухбатальонный Ладожский резервный пехотный полк, который 13 августа 1863 г. был назван Островским пехотным полком и приведён в состав трёх батальонов с тремя стрелковыми ротами. При сформировании Островскому полку были переданы из Ладожского пехотного полка знаки отличия и старшинство 24-го егерского полка. 25 марта 1864 г. к наименованию полка был присоединён № 100-й.
7 апреля 1879 г. был сформирован 4-й батальон.
Во время русско-японской войны Островский полк был передан в состав 16-го армейского корпуса и отправился в Маньчжурию. 8 января 1905 г. Островцы прибыли в Мукден и приняли участие в Мукденских боях, обороняя деревню Юхуантунь и редут № 5. На рассвете 22 февраля Островцы были неожиданно атакованы японцами и в упорной обороне потеряли 20 офицеров и 597 нижних чинов. За доблестное участие в Мукденских боях Островскому полку пожалован 30 июля 1911 г. «поход за военное отличие».
13 июня 1906 г., в день 100-летнего юбилея, Островскому полку пожаловано новое Георгиевское знамя. 
Во время Первой мировой войны полк принимал участие в операции у Воли Шидловской 1915 г., в Нарочской операции (март 1916).

## Знаки отличия полка
- Георгиевское знамя с надписью «За отличие в 1812 г. против французов и за Севастополь в 1854 и 1855 гг.» и «1806—1906» с Александровской юбилейной лентой (второе отличие было пожаловано батальонам полка в бытность их в составе Ладожского полка).
- Знаки на головные уборы для нижних чинов с надписью «За отличие»; пожалованы батальонам 24-го егерского полка в 1833 году при расформировании для уравнения в правах с батальонами Ладожского полка.
- Серебряные трубы с надписью «24-го егерского, 1813 года апреля 13 дня, за мужество и храбрость против французских войск».
- Поход за военное отличие. Пожалован Высочайшим приказом 30 июля 1911 года за отличие в Русско-японскую войну 1904—1905 годов.

## Командиры полка
- 21.04.1863[3] — 15.10.1865 — подполковник (с 29.08.1863 полковник) Шульженко, Василий Дмитриевич
- 15.10.1865 — 26.05.1871 — полковник Тимрот, Гофорд Александрович
- 26.05.1871 — 31.07.1874 — полковник Грослауб, Александр Иванович
- 31.07.1874 — 13.05.1886 — полковник (с 15.05.1883 генерал-майор) Дубельт, Павел Петрович
- 21.05.1886 — 11.09.1888 — полковник Иванов, Иван Аникиевич
- 14.09.1888 — 17.07.1893 — полковник Брандорф, Василий Александрович
- 26.07.1893 — 31.12.1894 — полковник Шнеур, Николай Яковлевич
- 13.01.1895 — 03.08.1900 — полковник Ярцев, Владимир Дмитриевич
- 31.08.1900 — 20.01.1904 — полковник Калиновский, Телесфор Игнатьевич
- 07.02.1904 — 14.06.1905 — полковник князь Гедройц, Михаил Михайлович
- 14.06.1905 — 02.08.1905 — полковник Тюбукин, Фёдор Михайлович
- 31.01.1906 — 10.06.1908 — полковник фон Фрейман, Эдуард Рудольфович
- 11.06.1908 — 18.09.1910 — полковник Флейшер, Витольд Карлович
- 19.09.1910 — 09.10.1913 — полковник Махаев, Пётр Николаевич
- 05.11.1913 — 14.11.1914 — полковник (с 05.10.1914 генерал-майор) Зарин, Николай Дмитриевич
- 14.11.1914 — 08.04.1915 — генерал-майор Махаев, Пётр Николаевич
- 08.04.1915 — 13.08.1915 — полковник Орлов, Михаил Иванович
- 13.08.1915 — 13.03.1917 — полковник Ястржембский, Антон Викторович
- 31.03.1917 — хх.хх.хххх — полковник Сахаров, Павел Семёнович

## Известные люди, служившие в полку
- Балодис, Янис — генерал, военный министр Латвии.
- Беленький, Григорий Яковлевич — советский партийный деятель, участник Октябрьской революции.
- Джурич, Дмитрий (1838—1893) — сербский генерал, военный министр Сербии, начальник Белградской военной академии, писатель.
- Лайминг, Николай Александрович — полковник, участник Туркестанских походов и русско-японской войны 1904—1905 гг.

## Другие формирования этого имени
- Островский полк Кронштадтского гарнизона — существовал в 1-й половине XVIII века